# Chai Klein

Chai Klein

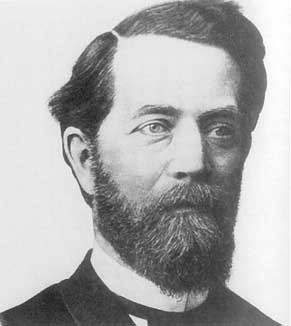
Felix Klein (1849 - 1925)

Trong toán học, chai Klein (hay bình Klein) là một ví dụ cho mặt không định hướng, nói cách khác, đó là một bề mặt (một đa tạp hai chiều), mà trong đó khái niệm về trong và ngoài không thể được xác định một cách nhất quán. Một số khái niệm hình học không định hướng liên quan khác có thể kể tới như mặt Mobius hay mặt phản xạ thực. Đối với dải Mobius, đây là một bề mặt có biên, còn chai Klein thì không có biên
Chai Klein đã được mô tả lần đầu vào năm 1882 bởi nhà toán học người Đức Felix Klein, ban đầu được đặt tên là Kleinsche Fläche ("bề mặt Klein") nhưng tên gọi đó không chính xác lắm so với những giải thích của Kleinsche Fläche ("Chai Klein"), do đó cuối cùng thuật ngữ chai Klein đã được sử dụng trong tiếng Đức.

## Cấu tạo
Chai Klein được cấu thành từ một hình vuông, nếu dán cạnh có màu tương ứng với nhau, theo hình minh hoạ bên dưới.
Nói rõ hơn, chai Klein là không gian thương được mô tả như hình vuông [0,1] × [0,1] với các cạnh bên xác định bởi quan hệ (0, y) ~ (1, y) với 0 ≤ y ≤ 1 và (x, 0) ~ (1 − x, 1) với 0 ≤ x ≤ 1:
Hình vuông này là một đa giác cơ sở của chai Klein.
Lưu ý rằng: chúng ta nói đến việc "dán" ở đây là theo nghĩa trừu tượng để dễ hiểu trong một không gian 3 chiều, và kết quả là ta có thể hình dung được 1 chai Klein tự giao. Tất nhiên chai Klein không giao nhau. Tuy nhiên, có một cách để hình dung chai Klein trong không gian bốn chiều.
Dán các cạnh có mũi tên màu đỏ trên hình vuông vào với nhau, để tạo thành một hình trụ. Tiếp theo, dán hai cạnh còn lại, mỗi cái lại tạo thành một hình trụ. Chú ý, ta sẽ tạo ra một hình tròn tự giao nhau. Đây là một phép nhúng của chai Klein trong không gian ba chiều.

Bằng việc thêm chiều thứ 4 vào không gian 3 chiều, sự tự giao có thể được loại bỏ. 
Nhẹ nhàng đẩy một phần của ống có chứa phần giao dọc theo chiều thứ tư, ra khỏi không gian 3 chiều ban đầu. Một trường hợp tương tự có lợi khi xem xét một đường cong tự giao trên mặt phẳng; phần giao có thể được loại bỏ bằng cách nâng một phần ra khỏi mặt phẳng.
Phép nhúng này rất hữu ích cho việc hình dung các tính chất của chai Klein. Ví dụ, chai Klein không biên, bề mặt có chỗ dừng lại đột ngột, và không định hướng, được phản xạ từ một phía của mặt nhúng.
Mô hình vật lý thông thường của một chai Klein là một cấu trúc đồng dạng. Bảo tàng Khoa học ở London có trưng bày một bộ sưu tập thổi thủ công bằng thủy tinh chai Klein, trưng bày nhiều biến thể về chủ đề topo này. Các chai làm bởi Alan Bennett từ năm 1995 thực hiện cho các bảo tàng.

## Tính chất
Cũng như dải Mobius, chai Klein là một đa tạp khả vi trong không gian hai chiều không có định hướng. Nhưng chai Klein là một đa tạp đóng, một đa tạp compact không có biên. Trong khi dải Mobius có thể tồn tại phép nhúng được trong không gian Euclid ba chiều trong R3, chai Klein không thể. Nhưng chai Klein có thể được nhúng vào trong R4
Có thể xem chai Klein như một bó sợi trên vòng tròn S1, với sợi S1: chọn một hình vuông (modul các cạnh tương đương) từ trên xuống là E là tổng các không gian, không gian cơ sở B được cho trong khoảng đơn vị y, có modul 1~0. 
Phép chiếu π: E → B  được cho bởi:
π([x, y])=[y]
Chai Klein được xây dựng (mang ý nghĩa toán học, vì nó không thể được tạo ra mà không cho bề mặt nó tự giao) bằng cách nối các cạnh của hai dải Mobius với nhau, như được mô tả trong bài thơ năm câu sau đây của nhà toán học Leo Moser:
Một nhà toán học có tên là Klein
Nghĩ dải Mobius là thần thánh.
Ông cho biết: "Nếu bạn dán
Hai cạnh lại với nhau,
Bạn sẽ nhận được một chai lạ như của tôi."
Cấu tạo ban đầu của chai Klein có được từ việc xác định những cạnh đối diện của hình vuông, điều này chứng tỏ chai Klein là một phức CW với 0-ngăn P, 2 ngăn đơn C1, C2 và 1 ngăn đôi D. Do đó đặc trưng Euler của nó là 1-2+1 = 0. Biên đồng cấu được cho bởi ∂D = 2C1 và ∂C1=∂C1=0, tạo ra nhóm thấu xạ của chai Klein K là H0(K,Z)=Z, H1(K,Z)=Z×(Z/2Z) và Hn(K,Z) = 0 for n>1.
Có một ánh xạ phủ 2-1 từ hình xuyến đến chai Klein, vì hai bản sao đều thuộc miền cơ bản của chai Klein, một cái được đặt kế phản ảnh của cái kia, tạo ra một miền cơ bản của hình xuyến. Phủ hầu khắp của cả hai hình xuyến và chai Klein là mặt phẳng R2.
Miền cơ bản của chai Klein có thể được xác định là nhóm các biến đổi sàn phủ hầu khắp và được biểu diễn là <a,b | ab = b−1a>.
Sáu màu sắc đủ để tô màu bất kỳ bản đồ trên bề mặt của một chai Klein, đây là ngoại lệ duy nhất để phỏng đoán Heawood, một dạng tổng quát của định lý bốn màu, nhưng sẽ yêu cầu đến bảy màu.
Một chai Klein là đồng phôi với tổng kết nối hai mặt phản xạ. Nó cũng là đồng phôi với một quả cầu cộng với hai mặt mũ chéo.
Khi thực hiện phép nhúng trong không gian Euclide, chai Klein là một chiều. Tuy nhiên, còn có ba không gian topo khác, và trong một số ví dụ không định hướng thì chai Klein có thể được nhúng sao cho nằm trong không gian hai chiều, mặc dù bản chất không gian của nó vẫn không định hướng.

## Chai Klein xẻ đôi
Xẻ một chai Klein làm đôi dọc theo mặt phẳng đối xứng của nó, kết quả ta được hai ảnh đối xứng gương (phản chiếu qua gương) của dải Mobius, tức là một dải được xoắn nửa vòng bên trái, và một dải được xoắn nửa vòng bên phải (một trong hai hình nêu trên là hình bên phía tay phải).
Lưu ý rằng: phần giao của ảnh không thực sự tồn tại tại đó.

## Các đường cong đơn đóng
Các đường cong đơn, đóng, có thể xuất hiện trên bề mặt của chai Klein được chỉ ra khi sử dụng phép thấu xạ đầu tiên các nhóm của chai Klein với hệ số nguyên. Nhóm này đẳng cấu với Z×Z2. Đảo ngược định hướng, các lớp thấu xạ chỉ có chứa các đường cong đơn, kín như sau: (0,0), (1,0), (1,1), (2,0), (0,1). Sự định hướng của một đường cong đơn, đóng và đảo ngược, nếu nó nằm trong một trong hai mặt mũ chéo tạo nên chai Klein, nên nó là lớp thấu xạ (1,0) hoặc (1,1); nếu nó cắt chai Klein thành hai dải Mobius, thì nó là lớp thấu xạ (2,0); nếu nó cắt chai Klein thành một hình vành khuyên (annulus), nó sẽ trở thành lớp thấu xạ (0,1), và nếu nó là một đĩa có biên, thì nó là lớp thấu xạ (0,0).

## Tham số hóa
Phép nhúng "số 8" của chai Klein (bánh Klein) có một phép tham số hóa đặc biệt đơn giản. Đó là hình xuyến "số 8" vòng xoắn Mobius 180 độ được chèn vào:
{\displaystyle {\begin{aligned}x&=\left(r+\cos {\frac {\theta }{2}}\cos v-\sin {\frac {\theta }{2}}\sin 2v\right)\cos \theta \\y&=\left(r+\cos {\frac {\theta }{2}}\cos v-\sin {\frac {\theta }{2}}\sin 2v\right)\sin \theta \\z&=\sin {\frac {\theta }{2}}\cos v+\cos {\frac {\theta }{2}}\sin 2v\end{aligned}}}
Với 0 ≤ θ < 2π và 0 ≤ v < 2π.

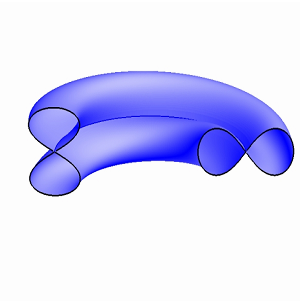
Mặt Klein cắt ngang một đường cong số tám (các đường lemniscate của Gerono).

Trong phép nhúng này, vòng tròn tự giao là một vòng tròn hình học trong mặt phẳng Oxy. Bán kính r của đường tròn là một hằng số dương. Tham số θ xác định góc trong mặt phẳng xy và v xác định vị trí trên mặt cắt hình số 8. Với các tham số trên mặt cắt ngang là đường cong Lissajous với tỉ lệ 2:1
Trong không gian 4 chiều, mặt phẳng này có thể được biến thành không giao nhau bằng cách thêm vào biến v "tăng dần" trên trục thứ 4 (trục w) tại giao điểm.
Thí dụ:
{\displaystyle {\begin{aligned}w&=\sin v\end{aligned}}}
Tham số hóa của phép nhúng 3 chiều của chai Klein phức tạp hơn nhiều. Dưới đây là phần tham số hóa của Robert Israel:
{\displaystyle {\begin{aligned}x(u,v)&=-{\frac {2}{15}}\cos u(3\cos {v}-30\sin {u}+90\cos {u}^{4}\sin {u}\\&\quad -60\cos {u}^{6}\sin {u}+5\cos {u}\cos {v}\sin {u})\\y(u,v)&=-{\frac {1}{15}}\sin u(3\cos {v}-3\cos {u}^{2}\cos {v}-48\cos {u}^{4}\cos {v}+48\cos {u}^{6}\\&\quad \cos {v}-60\sin {u}+5\cos {u}\cos {v}\sin {u}-5\cos {u}^{3}\cos {v}\sin {u}-80\\&\quad \cos {u}^{5}\cos {v}\sin {u}+80\cos {u}^{7}\cos {v}\sin {u})\\z(u,v)&={\frac {2}{15}}(3+5\cos {u}\sin {u})\sin {v}\end{aligned}}}
Với 0 ≤ u < π và 0 ≤ v < 2π.

## Dạng tổng quát

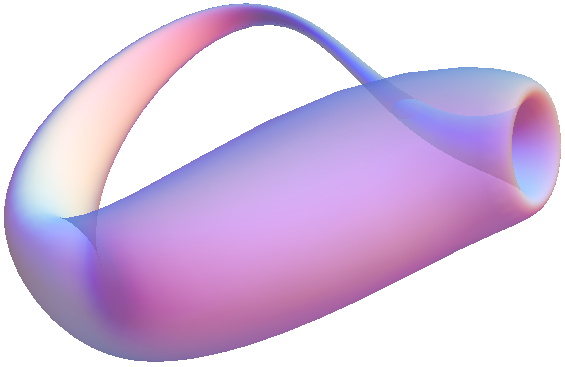
Hình ảnh trong suốt của chai Klein

Dạng tổng quát các nhánh phức tạp hơn của chai Klein được đề cập đến trong bài viết về đa giác cơ bản.
Một số ý kiến khác cho rằng, cấu trúc đa tạp 3 chiều, mà ta đã biết là một chai Klein rắn đồng phôi với topology tích Descartes Cartesian product: {\displaystyle \scriptstyle M{\ddot {o}}\times I} của dải Mobius nhân với một khoảng. Chai Klein rắn là một phiên bản không định hướng được của khối xuyến, tương đương với {\displaystyle \scriptstyle D^{2}\times S^{1}}.

## Mặt phẳng Klein
Mặt phẳng Klein, giống như mặt Riemann, là mặt có tập ánh xạ thoả hàm chuyển đổi (transition function) được sử dụng bằng số phức liên hợp. 
Một vật thoả điều kiện đã nêu trên gọi là cấu trúc phi giải thích (dianalytic structure) trong không gian.